# 오오쿠
오오쿠(일본어: 大奥)는 에도성에 존재했던 쇼군가의 자녀나 정실, 오쿠죠츄 등이 거처하는 구역이다. 오오쿠라는 표현은 좁은 의미에서는 에도성 혼마루 오오쿠만을 가리키지만, 넓은 의미로는 니시노마루 오오쿠, 니노마루 오오쿠도 포함한다. 에도시대 다이묘 가문에서도 가문에 따라 오쿠무키(奥向)를 오오쿠라고 부르기도 했다.
본항목에서는 에도성의 오오쿠만을 언급한다.

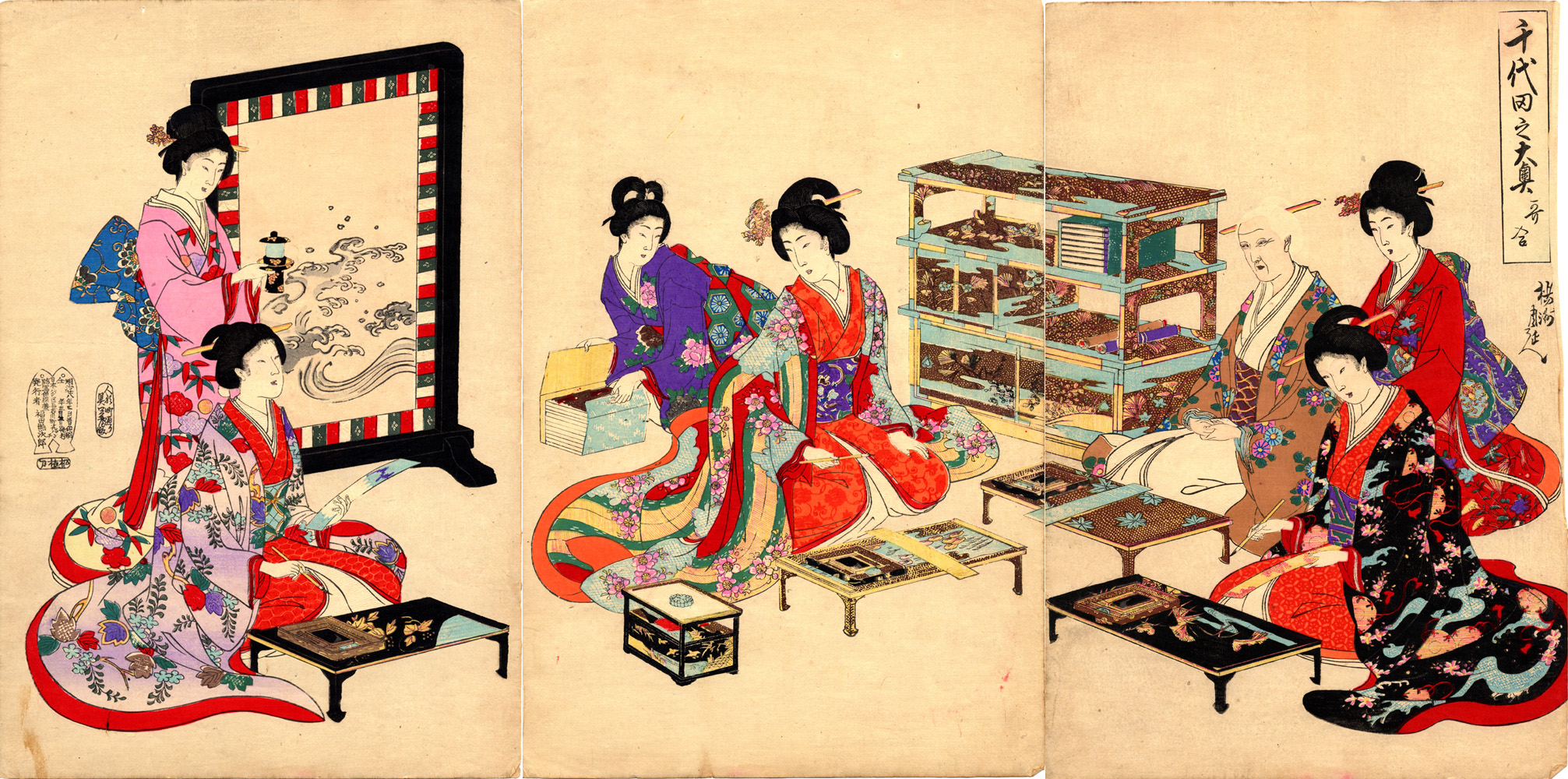
千代田之大奥　歌合　橋本（揚州）周延画

## 연혁

### 호칭의 변화
무가의 저택에서 의례나 정치의 장소인 「오모테(表)」와 일상생활의 장소인  「오쿠(奥)」의 구분은 근세 이전부터 존재하고 있었다. 그러나, 오오쿠라는 호칭은 에도성에 처음부터 존재하고 있던 것은 아니다. 겐나 4년 (1618년)의 「헤키쇼(壁書)」나 겐나 9년 (1623년)의 「미다이도코로 법도(御台所法度)」에서 「오쿠가타(奥方)」, 「오쿠(奥)」라는 호칭이 사용되었다. 혼마루에 관한 최고(最古) 도면(図面)인 칸에이 14년 (1637년)의 「혼마루오쿠가타지도(御本丸御奥方御絵図)」에서는 「오쿠가타(御奥方)」라고 불렸다. 4대 쇼군 도쿠가와 이에츠나 때 「오오쿠(大奥)」라는 호칭이 등장하게 되어 5대 쇼군 도쿠가와 츠나요시 시대에 「오오쿠(大奥)」가 정착하게 된다. 이는 조쿄 원년 (1684년)에 고자노마(御座之間) 근처에서 대로 홋타 마사토시가 와카도시요리 이나바 마사야스에게 살해됨으로써, 오모테와 오쿠의 경계가 분명해진 데 따른 것으로 보인다.

### 규칙의 변화
오오쿠 및 오쿠죠츄에 대한 규칙은 「헤키쇼(壁書)」 이후, 쇼군의 대가 이어감에 따라 확인되어 개정되어 왔다고 보고있다. 「헤키쇼(壁書)」에서 주로 규정되고 있던 것은 오오쿠에의 출입에 관한 것이다. 남성의 출입이 명확하게 금지되어 있는 것은, 오오쿠 전체가 아닌 하녀들의 처소인 나가츠보네(長局)보다 안쪽이었다. 5년 후의 「미다이도코로 법도(御台所法度)」에서는, 의사나 다이묘의 사자 등의 출입에 대한 기술이 추가되었다. 간분 10년 (1670년)에는 하녀들이 지켜야할 「조츄법도(女中法度)」, 노녀에 대한 「노중연서조목(老中連署条目)」이 나왔다. 교호 6년 (1721년)의 「조츄법도(女中法度)」에서는, 펜팔이나 휴가에서 교제가 허용되는 범위와 사치 금지 등에 대한 조문이 추가되었다.

### 구조 변화
오오쿠의 구조는 화재로 인한 소실 · 재건 시마다 바뀌어갔다. 츠나요시 시대까지의 특징은 노녀와 측실의 처소가 고텐무키(御殿向)에 점재하고 있었던 것이다. 6대 쇼군 도쿠가와 이에노부 때부터 측실은 하녀로써 나가츠보네(長局)에 거주하게 된다. 이로써 미다이도코로와 측실의 입장 차이가 확연하게 드러났다. 9대 쇼군 도쿠가와 이에시게 시대에 오스즈로카(御鈴廊下)가 2개 있었다고 추측된다. 혼마루 어전은 5번이나 소실되었었고, 분큐 3년 (1863년)에 소실된 후, 재건되지 않았다.

### 에도 막부 말기의 정치 문제로 인한 변화와 오오쿠의 종말
에도막부 말기의 오오쿠에는 오모테의 정치문제가 파급된다. 코카 3년 (1846년)에 미토번 전번주 도쿠가와 나리아키가 류큐와 에조치에 관해 12대 쇼군 도쿠가와 이에요시에게 호소하고자, 죠로 오토시시요리 아네노코지에게 편지를 보냈다. 그 후, 안세이 시기의 쇼군 후계자 문제에서는, 난키파(南紀派)와 히토츠바시파(一橋派)가 오오쿠 공작을 펼쳐 정쟁을 전개했다. 난키파는 13대 쇼군 도쿠가와 이에사다의 생모 혼쥬인과 죠로 오토시요리 우타하시가 같은 편이었고, 히토츠바시파에는 정실 아츠히메를 통해 쇼군을 움직이려했다. 도쿠가와 이에모치가 14대 쇼군으로 오른 후, 대로 이이 나오스케 등에 의한 조정과 막부와의 관계 복원을 위해 황녀 강가(降嫁)가 획책된다.
게이오 4년 (1868년), 토바-후시미 전투에서 도쿠가와 요시노부가 패배하고, 신정부가 요시노부에 대한 추토령(追討令)을 내린 후, 텐쇼인과 세이칸인노미야는 각각 사츠마번과 조정에 탄원서를 보냈다. 그 후, 오오쿠는 막부가 시작된 이래 처음으로 도쿠가와 가문을 향한 어촉(御触)을 발령하고, 공순을 철저히 하도록 명했다. 같은 해 4월, 에도성 개성에 앞서, 세이칸인노미야와 이에모치의 생모인 지츠죠인은 시미즈 저택으로, 텐쇼인과 혼쥬인은 히토츠바시 저택으로 이동하였다.

## 구조
에도성 내의 쿠루와는 본성(혼마루(本丸), 니노마루(二の丸), 산노마루(三の丸), 니시노마루(西丸), 모미지야마(紅葉山), 후키아게교엔(吹上御庭), 니시노마루시타(西丸下)로 구성되어있다. 이 중, 오오쿠가 놓인 곳은 혼마루, 니노마루, 니시노마루의 3곳에 있다. 혼마루에는 쇼군 부부, 니노마루에는 쇼군 생모나 전대 쇼군의 측실, 니시노마루에는 후계자 부부나, 오고쇼 부부가 살고 있었다. 다만, 혼마루의 비상시에는 니노마루나 니시노마루가 대신 사용되었다.
도면은 에도성 오오쿠고텐무키총도면(江戸城 大奥御殿向惣絵図)이 있다.

혼마루 고텐은, 앞서 기술한 바와같이 「오모테(表)」, 「나카오쿠(中奥)」, 「오오쿠」로 구분된다. 이 가운데, 오모테와 나카오쿠는 이어져있는 고텐이다. 그러나, 오오쿠는 오모테・나카오쿠 고텐과는 분리되어 있고, 동으로된 담으로 칸막이가 되어있었다. 나카오쿠와 오오쿠를 잇는 유일한 복도가 「오스즈로카(御鈴廊下)」이다. 쇼군이 오오쿠에 출입할 때 방울이 달린 끈을 당겨 방울을 울려 신호를 보내 출입문인 「오죠구치(御錠口)」을 열게 했다고 해서 붙혀진 이름이다. 후에 화재 등의 긴급사태를 상정해 만들어진것이 「시모오스즈로카(下御鈴廊下)」가 있었다.
오오쿠는 크게 나누어서 히로시키무키(広敷向), 나가츠보네무키(長局向), 고텐무키(御殿向)로 구별된다.

### 히로시키무키(広敷向)
히로시키는 오오쿠의 현관이다. 히로시키는 남성의 히로시키야쿠닌(広敷役人)이 있었기 때문에, 고텐과의 사이의 죠구치, 나가츠보네와의 사이의 나나츠구치로 나누어져 있었다. 나나츠구치는 하녀들의 방과 상인들이 사용했는데, 나나츠시(七ツ時, 오후 4시)에 닫았기 때문에 붙혀진 이름이다.

### 고텐무키(御殿向)
쇼군의 침소인 오코자시키(御小座敷), 미다이도코로 처소, 치도리노마(千鳥之間), 고후쿠노마(呉服之間) 등 오오쿠 하녀 대기소 등이 있다. 미다이도코로의 처소는 시대에 따라 「마츠노고텐(松御殿)」, 「신고텐(新御殿)」 등으로 불렸다. 역대 쇼군의 위패가 있는 「오부츠마(御仏間)」나 「오타이멘죠(御対面所)」도 고텐에 있었다.

### 나가츠보네무키(長局向)
오쿠죠츄들의 2층으로 된 처소이다. 이치노가와(一之側)에서 시노가와(四之側)까지 4개 동 외에, 히가시나가츠보네, 오하시타방(御半下部屋)가 있으며, 격식에 따라 이치노가와가 죠로 오토시요리나 오토시요리, 니노가와, 산노가와가 그 외의 오메미에 이상의 하인, 시노가와에는 오메미에 이하의 하인들이 살았다.

## 오오쿠 여성의 신분과 입장

### 미다이도코로 (御台所)
상세 내용은 「도쿠가와 쇼군가 미다이도코로」도 참고바람.
오오쿠의 제일의 여주(女主)이자, 주재(主宰)자인 것이, 쇼군 정실인 「미다이도코로(御台所)」이다. 미다이도코로는 3대 쇼군 이에미츠부터 고셋케 (코노에가・쿠죠가・이치죠가・니죠가・타카츠카사가) 또는 사천왕가(四親王家) (아리스가와노미야가・카츠라노미야가・후시미노미야가・칸인노미야가)에서 맞이하는 것이 관례로 되어있었다. 11대 쇼군 이에하루의 미다이도코로 고다이인과 13대 쇼군 이에사다의 미다이도코로 텐쇼인, 이 두사람은 모두 시마즈가 출신이었으나, 친척 격인 코노에가에 양녀가 된 뒤 미다이도코로가 되었다. 또한 7대 쇼군 이에츠구의 약혼자였던 야소노미야 요시코 내친왕과 14대 쇼군 이에모치의 미다이도코로가 된 카즈노미야 내친왕(세이칸인), 이 두사람은 셋케, 미야케 출신이 아닌 황녀이다. 또한, 초대 쇼군 이에야스와 8대 쇼군 요시무네는 쇼군 취임 전에 정실을 잃고, 재임 중에도 새로운 정실을 맞이하지 않아 실제로는 미다이도코로가 공석이었다. 
에도시대 초기에 대부분, 미다이도코로는 형식상의 주재자였다. 예를 들면 3대 쇼군 이에미츠의 부인 타카츠카사 타카코는 남편과의 사이가 지극히 좋지 않아, 정식으로 "미다이도코로"로 칭하는 일 없이, 결혼 후 얼마 지나지 않아, 거처를 혼마루에서 나카마루로 옮겨져 오오쿠의 실권은 카스가노츠보네 등이 쥐고 있었다. 그 입장에 변화가 생긴 것은 6대 쇼군 도쿠가와 이에노부의 시대로, 이에노부가 텐에이인의 아버지 코노에 모토히로를 기레이시난야쿠(儀礼指南役)로 중용하여 경의를 표함으로써, 막부의 야쿠닌(役人)은 물론, 오오쿠의 의례(儀礼)도 갖추어졌다. 그에 따라 미다이도코로의 입장은 부동한 것이 되었지만, 앞서 언급한 이에야스나 요시무네의 예와 같이 미다이도코로가 공석이었던 기간이 총 100년 정도 있어, 그 동안은 선대 쇼군의 정실이나 쇼군 생모 등이 오오쿠의 주재를 했다.
생전에 관위를 받은 미다이도코로는
- 4대 이에츠나의 정실 아사노미야 아키코 여왕 (종3위)
- 6대 이에노부의 정실 코노에 히로코 (종1위)
- 10대 이에하루의 정실 이소노미야 토모코 여왕 (종3위)
- 11대 이에나리의 정실 코노에 타다코 (종1위)
- 12대 이에요시의 정실 사자노미야 타카코 여왕 (종3위)
- 13대 이에사다의 정실 코노에 스미코 (시마즈 아츠코) (종3위)

의 6명 뿐으로, 후계자가 된 아이를 낳은 사람은 2대 쇼군 히데타다의 정실 오에요 뿐이다. 미다이도코로가 남편이 죽은 경우, 락쇼쿠를 하고 혼마루에서 물러나, 니시노마루에서 여생을 보냈다.

### 측실 (側室)
쇼군의 측실은 기본적으로 쇼군 소속 오츄로(御中﨟)에서 선택한다. 쇼군의 눈에 든 사람의 이름을 오토시요리에게 전하면, 그날 저녁에 잠자리를 마련하고 침소인 오코자시키(御小座敷)에서 대기하고 있었다. 미다이도코로 소속 츄로가 쇼군의 눈에 띌 경우, 쇼군 소속 오토시요리가 미다이도코로 소속 오토시요리와 담판하여 「미다이도코로 양해(御台所了承)」 절차를 밟아 잠자리 준비를 했다. (미다이도코로 소속 츄로에게 거부권은 있었지만, 그 경우에는 「영원한 휴식(나가노 오이토마(永のお暇)」이 되어 사직하고 오오쿠를 떠나야 했다.)
잠자리를 마친 츄로는 「오테츠키(お手つき)」로 불리고, 임신하여 딸을 출산하면 「오하라사마(お腹様)」, 아들을 출산하면 「오헤야사마(お部屋様)」가 되어, 비로소 정식 측실이 된다. 또한, 자신의 자식이 후계자가 되어 쇼군직에 오르면 쇼군 생모가 되어, 시대에 따라서는 미다이도코로를 훨씬 능가하는 절대 권위와 권력을 갖게 된다. 5대 쇼군 도쿠가와 츠나요시의 생모 케이쇼인은 그 중 가장 좋은 예로, 종1위의 관위를 받았다.
그러나, 오오쿠 측도 이런 일은 좌시하지 않고, 다양한 대책을 세운 결과 (예를 들어 카스가노츠보네가 엄청난 권세를 자랑하자, 유모가 젖을 먹일 때는 얼굴을 기억하지 못하도록 검은 천으로 얼굴을 가리게 했다), 측실이나 쇼군 생모의 힘은 시간이 지남에 따라 낮아졌다. 에도 시대 후기에 이르러서는, 측실이 비록 자기 자식이 쇼군 후계자라해도, 자신의 지위는 일개 하녀들과 동등하게 머물렀고, 자기 자식이 쇼군이 되어서야 비로소 오카미(お上, 쇼군가의 일원)로 대접 받았다. 그 외의 측실들은 락쇼쿠하고 「○○인(○○院)」이라 칭하고, 니노마루 고텐 (쇼군의 자식을 낳은 측실)이나 사쿠라다 어용저택(桜田御用屋敷)에서 조용히 여생을 보냈다.
| 태어난 아들이 쇼군이 된 인물은 굵은 글씨, 손자가 쇼군이 된 인물은 기울임체로 표시. | 태어난 아들이 쇼군이 된 인물은 굵은 글씨, 손자가 쇼군이 된 인물은 기울임체로 표시. | 태어난 아들이 쇼군이 된 인물은 굵은 글씨, 손자가 쇼군이 된 인물은 기울임체로 표시. |
| 대                                                                                 | 쇼군 이름                                                                          | 측실 이름 |
| ---------------------------------------------------------------------------------- | ---------------------------------------------------------------------------------- | --- |
| 초대                                                                               | 이에야스                                                                           | 사이고노츠보네, 시모야마도노, 요쥬인, 쵸쇼인, 료운인, 챠아노츠보네, 세이운인, 에이쇼인, 니시노코오리노츠보네, 운코인, 세이에이인, 오카메노카타, 타이에이인, 요겐인, 렌게인, 후쇼인, 신쥬인, 호코인, 산죠씨 등 |
| 2대                                                                                | 히데타다                                                                           | 조코인 |
| 3대                                                                                | 이에미츠                                                                           | 호주인, 케이쇼인, 쥰쇼인, 지쇼인, 에이코인, 호신인, 죠코인, 오마사 |
| 4대                                                                                | 이에츠나                                                                           | 요슌인, 엔묘인 |
| 5대                                                                                | 츠나요시                                                                           | 즈이슌인, 쥬코인, 세이신인 |
| 6대                                                                                | 이에노부                                                                           | 겟코인, 호신인, 렌죠인, 혼코인 |
| 7대                                                                                | 이에츠구                                                                           | 없음 |
| 8대                                                                                | 요시무네                                                                           | 신토쿠인, 혼토쿠인, 신신인, 카쿠쥬인 |
| 9대                                                                                | 이에시게                                                                           | 시신인, 안쇼인 |
| 10대                                                                               | 이에하루                                                                           | 렌코인, 요렌인 |
| 11대                                                                               | 이에나리                                                                           | 코린인, 묘소인, 세이신인, 신쇼인, 호신인, 소쿠세이인, 세이쇼인, 카이슌인, 혼쇼인, 센코인, 케이메이인, 세이렌인, 쵸소인, 치쇼인, 혼린인, 호치인                                                                |
| 12대                                                                               | 이에요시                                                                           | 혼쥬인, 세이료인, 묘카인, 오하나, 슈묘인, 켄코인, 묘온인, 슈게츠인 |
| 13대                                                                               | 이에사다                                                                           | 호켄인 |
| 14대                                                                               | 이에모치                                                                           | 불명 |
| 15대                                                                               | 요시노부                                                                           | 신무라 노부, 나카네 사치, 잇시키 스가, 오요시 등 |

### 오오쿠의 시녀 (大奥女中)
오오쿠에 사는 여자들의 대부분을 차지하고 있는 것이 시녀(女中)들이었다. 덧붙혀서 막부로부터 급료를 받고 있던 시녀들은 모두 「오쿠죠츄(大奥女中)」라고 말하며, 실제로는 쇼군가의 공주(姫君)가 시집가는 곳이나 아들의 양자로 나가는 곳인 다이묘가에도 존재하고 있었다고 한다. 시녀의 숫자는 최전성기에는 1천명에서 3천명 정도로 말하고 있다.
시녀는 기본으로 쇼군 소속과 미다이도코로 소속의 시녀로 크게 나뉘는데 직급명은 거의 동일하다. 다만, 격식이나 권위와 관련해서는 쇼군 소속이 더 높았다. 또, 특정한 주인을 두지 않은 시녀를 "츠마(詰)"라고 불렀다.
서열이나 직급명은 시대에 따라 다르지만, 에도시기 후기의 오쿠죠츄의 직무는 다음과 같았다.
| 오죠츄의 명칭 및 직무                              | 오죠츄의 명칭 및 직무 | 오죠츄의 명칭 및 직무 | 오죠츄의 명칭 및 직무 |
| -------------------------------------------------- | --------------------- | --- | --------------------- |
| 계급                                               | 읽는 법               | 주된 직무 |                       |
| 上臈御年寄                                         | 죠로오토시요리        | 쇼군 및 미다이도코로의 관련업무 및 상담을 맡음. 미다이가 쿄토에서 데리고 온 구게(문신귀족) 출신의 여성이 많다.                  |                       |
| 小上臈                                             | 고조로                | 죠로오토시요리 직책의 후보역 또는 견습.                                                                                         |                       |
| 御年寄                                             | 오토시요리            | 로조(老女)라고 불리기도 한다. 오오쿠의 모든 것을 관리하는 최고 권력자.「오모테」의 로주에 대응된다.                             |                       |
| 御客応答                                           | 오캬쿠아시라이        | 외부인사가 오오쿠를 방문할 때 접대를 담당한다.                                                                                  |                       |
| 中年奇                                             | 주도시요리            | 오토시요리의 지시에 따르는 대리역. 식사메뉴의 체크로부터 독 검사까지의 일을 했다.                                               |                       |
| 中臈                                               | 주로                  | 쇼군과 미다이도코로의 신변을 보살펴주는 사람. 양가의 규수나 기량이 우수한 여성이 선택되어 이 중에서 측실이 나왔다.              |                       |
| 御小姓                                             | 오코쇼                | 미다이도코로의 시동. 7세~16세정도의 소녀인 경우가 많았다.                                                                       |                       |
| 御錠口                                             | 오조구치              | 오오쿠와 나카오쿠의 출입구를 관리했다.                                                                                          |                       |
| 表使                                               | 오모테즈카이          | 바깥일 담당. 오토시요리의 지시로 물자 조달을 히로시키의 관리에게 요청했다.                                                      |                       |
| 御右筆                                             | 고유히쓰              | 일기부터 서신에 이르는 모든 공문서 관리 담당. 여러 다미묘로부터의 헌상품의 검사도 맡았다.                                       |                       |
| 御次                                               | 오쓰키                | 식사와 여러 가지 도구를 운반하거나 대면소의 청소 등을 담당.                                                                     |                       |
| 切手書                                             | 깃테가키              | 나나츠구치(나가츠보네와 히로시키 출입문)를 지나서 오는 외부의 내방자가 지녀야 하는 통행증을 발행하는 직무.                      |                       |
| 呉服之間                                           | 고후쿠노마            | 장군과 미다이도코로의 의상 담당                                                                                                 |                       |
| 御坊主                                             | 오보즈                | 쇼군의 잡무 담당. 삭발을 하고 승복을 걸치고 있다. 중노년의 여성이 담당하는 경우가 많아, 경우에 따라 나카오쿠에 출입하기도 했다. |                       |
| ↑ 여기까지 오메미에 이상. ↓이 밑으로 오메미에 이하 |                       | |                       |
| 御広座敷                                           | 오히로자시키          | 오모테 쪽의 허드레일. 오오쿠를 방문한 여자 심부름꾼의 식사를 담당했다.                                                          |                       |
| 御三之間                                           | 오산노마              | 3지간 이상의 거실 청소 등을 한다.                                                                                               |                       |
| 御仲居                                             | 오나카이              | 부엌에서 취사를 담당. |                       |
| 火之番                                             | 히노반                | 주야간으로 오오쿠의 화재를 감시한다. 무예에 뛰어난 이를 뽑아 경비원의 역할도 담당했다.                                          |                       |
| 御茶之間                                           | 오차노마              | 미다이도코로의 차(茶) 시중을 드는 역                                                                                            |                       |
| 御使番                                             | 오쓰카이반            | 히로시키와 교쇼 간의 출입구를 관리한다.                                                                                         |                       |
| 御半下                                             | 오하시타              | 오오쿠의 모든 잡무를 맡는 하녀.                                                                                                 |                       |

오오쿠의 시녀 중에서 죠로 오토시요리부터 오보즈까지가 오메미에 이상 (お目見え以上)라고 하여 쇼군과 미다이도코로를 알현하는 것이 허락되었던 상급의 시녀들이다. 시녀들의 녹봉 (수당)은 주로 절미, 합력금, 녹미(매달의 식료), 탕지목(목욕탕용의 신), 오채은(된장이나 소금을 사기 위한 은), 기름 등의 현물이 많았다. 또 로죠 (죠로 오토시요리, 오토시요리를 통칭)가 되면 마치야시키가 주어졌다고 한다. 
오쿠죠츄는 되도록이면 하타모토나 고케닌 등 무가 출신의 여성이 고용되었다. 그러나, 그것도 표면상의 이유로, 시대가 흘러감에 따라, 유복한 쵸닌 여성이 「예절 견습(行儀見習い)」 목적으로 봉공하러 오는 경우도 많아졌다. 쵸닌의 경우, 초기에는 친척이나 아는 선배 시녀의 주선으로 하거나, 하타모토나 고케닌의 집에 수양딸로 들어가거나 하는, 우회적인 사전 준비나 수속을 거쳐 오오쿠에 들어갔지만, 후대로 갈수록 무사와 쵸닌의 경제력이 완전히 역전되자, 이번에는 하타모토나 고케닌 쪽에서 지참금이 딸린 양녀 결연의 이야기를 꺼내는 것도 흔한일이 되었다.

### 오오쿠 소오토리시마리(大奥総取締)
오오쿠를 무대로 한 소설・무대・영화・드라마 등에서 「오오쿠 소오토리시마리(大奥総取締)」이 등장하는 경우가 있으나, 「오오쿠 소오토리시마리(大奥総取締)」라는 직명은 오오쿠에 존재하지 않았다. 실제로는 오오쿠의 모든 일과 시녀들의 단속은 로죠가 합의에 의해 담당하고 있었다.
그러나 시대에 따라서는, 오오쿠에 있어서 한사람의 「소오토리시마리(総取締)」라고도 할 수 있는 역할이 존재하기도 했다. 오오쿠의 제도가 완전히 확립되어있지 않았던 3대 쇼군 이에미츠의 시대, 이에미츠의 유모인 카스가노츠보네가 「쇼군사마오츠보네(将軍様御局)」이라는 입장에서 오오쿠 소오토리시마리의 임무를 맡았다. 또, 5대 쇼군 츠나요시 시대의 쇼군 소속 죠로 오토시요리 에몬노스케노츠보네는 츠나요시로부터 「오오쿠 소오토리시마리(大奥総取締)」를 명받았다고 여겨진다. 두 사람 모두 로죠 필두였지만, 최고의 권세를 자랑한 로죠가 반드시 필두였던 것은 아니다. 12대 쇼군 이에요시 시대의 쇼군 소속 죠로 오토시요리 아네노코지는 오오쿠에서 권세를 떨친 여성으로 알려져 있지만, 필두는 아니었다고 생각되고 있다. 또, 「오키요(お清)」의 로죠 이외에도, 예를 들면 3대 쇼군 이에미츠의 측실 오만노카타가 다이죠로로써 카스가노츠보네 사망 후, 「카스가 동일(春日同様)」하게 오오쿠 소오토리시마리의 직을 받은 예도 있었다.
이와 같이, 시대에 따라서는 쇼군의 개인적인 의향이 오오쿠의 중요 인사에 얽힌 적도 있었다. 막부 정치의 주도권을 쇼군이 잡았을 때, 쇼군을 보좌하는 소바요닌이나 오소바고요토리츠기(御側御用取次)이 득세했던 것과 같다. 하지만, 오오쿠는 막부 정치에서 증답의례 등의 중요한 측면의 일익을 담당하고 있었기 때문에, 쇼군 소속 로죠는 막부를 위해서 일하고 있었다는 측면이 부정할 수 없고, 쇼군 개인의 의향으로 인사가 움직이는 경우는 드물었다고 할 수 있다.

## 오오쿠의 예산
오오쿠 경비는 모두 칸죠쇼(勘定所)에서 관리했다. 필요품 구입 대금은 히로시키야쿠닌(広敷役人)으로부터 칸죠쇼로 전달되어 실제 지출이 이루어지고 있었다. 오오쿠 경비는 막부 재정 지출 전체의 3~8%였던 것으로 보인다. 그래도 1년에 20만냥 정도였다고 한다. 카즈노미야 강가 후인 분큐 2년 (1862년)에는 45만냥을 넘었지만, 게이오 2년 (1866년)에 17만냥까지 삭감되었다.

## 오오쿠의 유명한 여성
| 오오쿠의 유명한 여성   | 오오쿠의 유명한 여성 | 오오쿠의 유명한 여성                                                                                           | 오오쿠의 유명한 여성 |
| 이름                   | 신분                 | 남편 | 비고 |
| ---------------------- | -------------------- | --- | --- |
| 오에요노카타           | 미다이도코로         | 도쿠가와 히데타다                                                                                              | 오고우(お江・小督)로도 표기하지만, 타츠코(達子)・토쿠코(徳子)라고도 표기함. 나가마사의 딸이자, 요도도노의 동생                                                  |
| 오시즈노카타           | 측실                 | 도쿠가와 히데타다                                                                                              | 히데타다의 유모 오우바노츠보네의 시녀. |
| 오우바노츠보네         | 유모                 | | 히데타다의 유모. 초창기의 오오쿠에서 큰 권세를 자랑했음. |
| 민부쿄노츠보네         | 유모                 | 오에요노카타의 유모. 에도성에서는 미다이도코로 소속 필두로죠                                                   | |
| 카스가노츠보네         | 유모                 | 사이토 토시미츠의 딸. 본명은 사이토 후쿠. 이에미츠의 유모. 법도를 개정하는 등, 오오쿠를 조직적으로 정비해나감. | |
| 소신니                 | 보좌                 | 시숙모 카스카노츠보네 (혈연으로는 아버지의 사촌누이)의 보좌역. 소신니(素心尼)로 표기하기도 함.                 | |
| 아사쿠라 키요          | 유모                 | 타다나가의 유모. 남편은 타다나가의 츠케가로 아사쿠라 노부마사. 출가하여 쇼세이니(昌清尼)의 법명을 받음         | |
| 혼리인                 | 미다이도코로         | 도쿠가와 이에미츠                                                                                              | 이에미츠와 사이가 좋지 못하였고, 오오쿠에 들어가지 않고 나카노마루 고텐에서 별거하였기 때문에 "나카노마루도노"라고불렸다.                                       |
| 오후노카타             | 측실                 | 도쿠가와 이에미츠                                                                                              | 이에미츠의 첫 측실. |
| 에이코인               | 측실                 | 도쿠가와 이에미츠                                                                                              | 오만노카타. 다이죠로. 카스가노츠보네 사후, 이에미츠에게 「카스가처럼」 오쿠무키를 단속하도록 명받음.                                                            |
| 호쥬인                 | 측실                 | 도쿠가와 이에미츠                                                                                              | 오라쿠노카타. 본명인 오란(お蘭)의 소리가 "란(乱)"과 똑같기 때문에 개명함.                                                                                       |
| 쥰쇼인                 | 측실                 | 도쿠가와 이에미츠                                                                                              | 오나츠노카타. 도쿠가와 이에노부의 할머니. |
| 케이쇼인               | 측실                 | 도쿠가와 이에미츠                                                                                              | 오타마노카타. 오오쿠 시녀시절의 출사명은 아키노(秋野) |
| 텐쥬인                 | 쇼군의 딸            | 도요토미 히데요리                                                                                              | 이에미츠의 큰누나. 출가 후에는 타케바시고텐에서 살며, 오오쿠에는 거주하지 않았지만, 이에미츠 ~ 이에츠나 시기의 오오쿠 최고고문으로써 중추를 이루었다.           |
| 텐쥬인                 | 쇼군의 딸            | 혼다 타다토키                                                                                                  | 이에미츠의 큰누나. 출가 후에는 타케바시고텐에서 살며, 오오쿠에는 거주하지 않았지만, 이에미츠 ~ 이에츠나 시기의 오오쿠 최고고문으로써 중추를 이루었다.           |
| 아제치노츠보네         | 시녀                 | | 오에요노카타의 시녀. 후에, 이에미츠에서 이에츠나 시대에 다이죠로로써 살았다. 토사국 코쿠시 이치죠가의 딸.                                                       |
| 야지마노츠보네         | 유모                 | 이에츠나의 유모. 쇼군 소속 오토시요리                                                                          | |
| 미사와노츠보네         | 유모                 | 이에츠나의 유모. 오우미국 코무로번주 코보리 마사카즈의 측실. 쇼군 소속 오토시요리                              | |
| 오우미노츠보네         | 시녀                 | 이에츠나의 쇼군 소속 오토시요리                                                                                | |
| 아사노미야 아키코 여왕 | 미다이도코로         | 도쿠가와 이에츠나                                                                                              | 후시미노미야가 |
| 요슌인                 | 측실                 | 도쿠가와 이에츠나                                                                                              | 오후리노카타. 이에츠나의 첫 측실. |
| 엔묘인                 | 측실                 | 도쿠가와 이에츠나                                                                                              | 오마루노카타. |
| 타카츠카사 노부코      | 미다이도코로         | 도쿠가와 츠나요시                                                                                              | 좌대신 중1위 타카츠카사 노리히라의 딸. |
| 오덴노카타             | 측실                 | 도쿠가와 츠나요시                                                                                              | 오타니노카타・고노마루(산노마루)도노라고도 불린다. |
| 에몬노스케노츠보네     | 시녀                 | | 츠나요시의 장녀 츠루히메 소속 죠로. 후의 쇼군 츠나요시 소속 필두 죠로 오토시요리로써 오오쿠를 다스림                                                            |
| 쥬코인                 | 측실                 | 도쿠가와 츠나요시                                                                                              | 오스케노츠보네. 오오쿠가 아니라 키타노마루에서 살았기 때문에, 키타노마루도노라고 불렸다. 세이칸지다이나곤가                                                     |
| 타케히메               | 양녀                 | 시마즈 츠구토요                                                                                                | 오스케노츠보네의 조카. 그녀의 양녀가 되어 에도성 키타노마루에 들어옴. 8대 요시무네 때, 사츠마번주 시마즈 츠구토요의 계실이 됨.                                  |
| 신스케                 | 측실                 | 도쿠가와 츠나요시                                                                                              | 락쇼쿠 후, 세이신인이라 칭했지만, 사통한 것이 걸려, 칩거처분. 공가 히노가 출신                                                                                  |
| 토요하라               | 시녀                 | | 에몬노스케 사망 후의 쇼군 소속 필두 오토시요리. 후의 죠로 토시요리. 츠나요시 ~ 이에츠구까지 3대를 섬겨, 오오쿠를 총괄했다.                                      |
| 텐에이인               | 미다이도코로         | 도쿠가와 이에노부                                                                                              | 코노에 히로코. 6대 이에노부부터 8대 요시무네까지 오오쿠 수장. 아버지는 코노에 모토히로. 어머니는 츠네코 내친왕                                                  |
| 겟코인                 | 측실                 | 도쿠가와 이에노부                                                                                              | 이에노부 시대에는 오키요노카타, 사쿄노카타, 산노오헤야사마(三の御部屋様)로 불렸다.                                                                              |
| 에지마                 | 시녀                 | | 이에츠수 시대의 겟코인 소속 오토시요리. 에지마이쿠시마사건으로 실각. "에지마(絵島)의 표기는 후세의 각색. 본명 미요.                                             |
| 호신인                 | 측실                 | 도쿠가와 이에노부                                                                                              | 오콘노카타. 이치노오헤야사마(一の御部屋様), 우콘노카타로 불렸다.                                                                                                |
| 렌죠인                 | 측실                 | 도쿠가와 이에노부                                                                                              | 오스메노카타. 니노오헤야사마(二の御部屋様), 신스케노츠보네로 불렸다. 본가는 공가 소노이케가.                                                                    |
| 혼코인                 | 측실                 | 도쿠가와 이에노부                                                                                              | 이츠키노카타. 오하마고텐의 번인(番人)의 딸. 오오쿠 들어온 후에는 이츠키(斎宮)로 칭했다.                                                                         |
| 죠엔인                 | 쇼군생모             | 쇼군생모 | 8대 쇼군 도쿠가와 요시무네의 생모. 오몬노카타 또는 오유리노카타로 불림. 키슈번주 도쿠가와 미츠사다의 측실                                                       |
| 사나노미야 마사코 여왕 | 고렌쥬               | 도쿠가와 요시무네                                                                                              | 요시무네가 키슈번 5대 번주 시절의 정실 (고렌쥬). 후시미노미야가                                                                                                 |
| 혼토쿠인               | 측실                 | 도쿠가와 요시무네                                                                                              | 오콘노카타. 타야스 도쿠가와가 초대 당주 도쿠가와 무네타케의 생모                                                                                                |
| 신신인                 | 측실                 | 도쿠가와 요시무네                                                                                              | 오우메노카타. 히토츠바시 도쿠가와가 초대 당주 도쿠가와 무네타다의 생모                                                                                          |
| 칸쥬인                 | 측실                 | 도쿠가와 요시무네                                                                                              | 오쿠메노카타. 원래는 죠엔인의 시녀 |
| 나미노미야 마스코 여왕 | 고렌쥬               | 도쿠가와 이에시게                                                                                              | 니시노마루 고렌쥬 지위에서 요절. 후시미노미야가 |
| 오코우노카타           | 측실                 | 도쿠가와 이에시게                                                                                              | 10대 쇼군 도쿠가와 이에하루의 생모. 미다이도코로 마스코 소속 죠로 오토시요리. 공가 우메타니가 출신                                                              |
| 안쇼인                 | 측실                 | 도쿠가와 이에시게                                                                                              | 고산쿄 시미즈가 초대 도쿠가와 시게요시의 생모. 오유우노카타(お遊の方), 오세치노카타(お千瀬の方) 등으로 불렸다                                                   |
| 마츠시마               | 유모                 | 유모 | 이에하루의 유모. 쇼군 소속 필두오토시요리 |
| 타마사와               | 시녀                 | 시녀 | 이에하루 시대에 세력을 떨쳤던 오토시요리 |
| 오치호노카타           | 측실                 | 도쿠가와 이에하루                                                                                              | 후계자 이에모토의 생모. |
| 이소노미야 토모코 여왕 | 미다이도코로         | 도쿠가와 이에하루                                                                                              | 칸인노미야가 |
| 히로하시               | 시녀                 | 시녀 | 이에하루의 미다이도코로 이소노미야 토모코 소속 죠로 오토시요리                                                                                                  |
| 고다이인               | 미다이도코로         | 도쿠가와 이에나리                                                                                              | 11대 쇼군 도쿠가와 이에나리의 미다이도코로. 코노에 타다코. 본가는 시마즈가 (토쿠히메(篤姫)・시게히메(茂姫)). 친부 사츠마번주 시마즈 시게히데                    |
| 카츠라가와 테야        | 시녀                 | 시녀 | 고다이인 소속 오츄로. 오오쿠 화재 때, 로죠 하나마치를 구하려다 불에타 죽음. 후에 오쿠죠츄의 귀감이라며 칭송받음.                                                |
| 오토미노카타           | 쇼군생모             | 쇼군생모 | 이에나리의 생모. 원래는 오쿠죠츄. 히토츠바시 하루사다의 측실. 이에나리의 쇼군 취임과 함께 다시 오오쿠에 들어가 절대권력을 휘두름                                |
| 오오사키               | 시녀                 | 시녀 | 이에나리 소속 오토시요리. 마츠다이라 사다노부 노중 취임에 진력을 했지만, 후에 대립하여 오오쿠를 은퇴.                                                           |
| 타카오카               | 시녀                 | 시녀 | 이에나리 시대의 쇼군 소속 필두로죠. 죠로 오토시요리 |
| 카라하시               | 시녀                 | 시녀 | 이에나리 시대의 죠로 오토시요리. 이에하루의 양녀 타네히메 소속이되어 시집간 미토번 고이시하라저택 오쿠에 들어감. 본명은 타카마츠 타네코                         |
| 오만노카타             | 측실                 | 도쿠가와 이에나리                                                                                              | 히데히메의 생모. 오만(お万・お満武)이라고도 부름. |
| 오라쿠노카타           | 측실                 | 도쿠가와 이에나리                                                                                              | 12대 쇼군 도쿠가와 이에요시의 생모. 오테(お照), 오리에(お里衛)노카타라고도 불림                                                                                 |
| 오미요노카타           | 측실                 | 도쿠가와 이에나리                                                                                              | 야스히메(혹은 요우히메) 등의 생모 |
| 오토세노카타           | 측실                 | 도쿠가와 이에나리                                                                                              | 미네히메, 키이 나리유키의 생모 |
| 오야에노카타           | 측실                 | 도쿠가와 이에나리                                                                                              | 초명 오미오노카타. 락쇼쿠 후, 오오쿠에서 니노마루로 이사. 시미즈 나리노리의 생모                                                                                |
| 오루리노카타           | 측실                 | 도쿠가와 이에나리                                                                                              | 오와리 나리하루, 야스히메의 생모 |
| 오쵸노카타             | 측실                 | 도쿠가와 이에나리                                                                                              | 도쿠가와 나리타카, 카즈히메 등의 생모 |
| 오미오노카타           | 측실                 | 도쿠가와 이에나리                                                                                              | 아사히메의 생모 |
| 오소데노카타           | 측실                 | 도쿠가와 이에나리                                                                                              | 도쿠가와 나리카츠 등의 생모 |
| 오이토노카타           | 측실                 | 도쿠가와 이에나리                                                                                              | 에이히메, 마츠다이라 나리사와, 마츠다이라 나리사다, 마츠다이라 나리코토의 생모                                                                                  |
| 아네노코지             | 시녀                 | | 12대 쇼군 이에요시 소속 죠로 오토시요리. 이에요시 시대에 세력을 뻗쳤다. 하시모토 카츠코 (이요(伊与子). 카즈노미야의 왕고모. 락쇼쿠한 후에 쇼코인의 법명을 받음. |
| 사자노미야 타카코 여왕 | 미다이도코로         | 도쿠가와 이에요시                                                                                              | 아리스가와노미야가. 죠간인 |
| 마데노코지노츠보네     | 시녀                 | 시녀 | 이에나리 ~ 이에모치 시대까지 4대에 걸쳐 필두로죠. 쇼군 소속 죠로 오토시요리. 본가는 이케가미다이나곤가. 본명은 스가(壽賀)                                       |
| 미호노                 | 시녀                 | 시녀 | 이에나리 ~ 이에요시 시대의 오쿠죠츄. 오죠구치에서 오츄로. |
| 혼쥬인                 | 측실                 | 도쿠가와 이에요시                                                                                              | 오미츠노카타. 도쿠가와 이에사다의 생모 |
| 오하나노카타           | 측실                 | 도쿠가와 이에요시                                                                                              | 마이히메, 테루히메의 생모 |
| 슈게츠인               | 측실                 | 도쿠가와 이에요시                                                                                              | 오츠유노카타 |
| 오코토노카타           | 측실                 | 도쿠가와 이에요시                                                                                              | 락쇼쿠 후, 묘온인이라는 법명을 받고, 사쿠라다어용저택으로 옮겨가지만, 목수와의 사통사건을 일으켜 급사함.                                                        |
| 우타하시               | 유모                 | 유모 | 이에사다의 유모. 쇼군 소속 죠로 오토시요리. |
| 오시가노카타           | 측실                 | 도쿠가와 이에사다                                                                                              | 쇼군 소속 오츄로. 호켄인 |
| 타키야마               | 시녀                 | 시녀 | 13대 이에사다 ~ 15대 요시노부 시대의 쇼군 소속 필두 오토시요리                                                                                                  |
| 타카츠카사 아츠코      | 고렌쥬               | 도쿠가와 이에사다                                                                                              | 이에사다가 아직 이에사치의 이름을 쓰고 있던 후계자 시절 맞이한 첫번째 고렌쥬 (정실). 아버지 관백 타카츠카사 마사히로                                            |
| 이치죠 히데코          | 고렌쥬               | 도쿠가와 이에사다                                                                                              | 이에사다가 아직 이에사치의 이름을 쓰고 있던 후계자 시절 맞이한 2번째 고렌쥬 (정실). 법명 쵸신인. 아버지 관백 이치조 타다요시                                    |
| 텐쇼인                 | 미다이도코로         | 도쿠가와 이에사다                                                                                              | 이에사다의 3번째 정실. 코노에 스미코 (아츠키미(篤君)). 시마즈 아츠코. 친부 시마즈 타다타케, 양부 시마즈 나리아키라, 우대신 코노에 타다히로                      |
| 토키와이               | 시녀                 | 시녀 | 텐쇼인 소속 죠로 오토시요리. 초명은 타카츠지. 처음엔 고렌쥬 히데코 소속                                                                                         |
| 이쿠시마               | 시녀                 | 시녀 | 텐쇼인 소속 필두 오토시요리. 본명은 아사쿠라 이토. 처음엔 후지타라는 이름으로 시마즈 나리노부의 딸로 코노에 타다히로에게 시집간 이쿠히메 소속이었다.            |
| 하츠세                 | 시녀                 | 시녀 | 텐쇼인 소속 오토시요리. 처음엔 고렌쥬 히데코 소속 츄도시요리 |
| 카와이                 | 시녀                 | 시녀 | 텐쇼인 소속 츄도시요리 |
| 우타가와               | 시녀                 | 시녀 | 텐쇼인 소속 츄도시요리 |
| 소데무라               | 시녀                 | 시녀 | 텐쇼인 소속 오츄로 필두 |
| 후쿠다                 | 시녀                 | 시녀 | 텐쇼인 소속 오모테즈카이 |
| 지츠죠인               | 쇼군생모             | 쇼군생모 | 오미사노카타. 도쿠가와 나리유키의 측실. 도쿠가와 이에모치의 생모                                                                                                |
| 카즈노미야             | 미다이도코로         | 도쿠가와 이에모치                                                                                              | 치카코 내친왕. 락쇼쿠 후 세이칸인의 칭호를 받음. 닌코 천황의 딸. 코메이 천황의 여동생                                                                           |
| 칸교인                 | 생모                 | 생모 | 카즈노미야의 생모. 하시모토 츠네코. 닌코 천황의 측실 (신텐지). 카즈노미야 강가를 따라 오오쿠에 들어옴.                                                          |
| 니와타 츠구코          | 시녀                 | 시녀 | 카즈노미야 소속 필두 죠로 오토시요리. 원래 킨리 어상어전의 여관. 오오쿠에서는 "사이쇼텐지"의 여관 이름으로 통했다.                                              |
| 하시모토 레이코        | 시녀                 | 시녀 | 카즈노미야 소속 죠로 오토시요리. 카즈노미야의 사촌언니에 해당함. 다이나곤 텐지로 출사.                                                                          |
| 츠치미카도 후지코      | 시녀                 | 시녀 | 카즈노미야 소속 죠로 오토시요리. 오오쿠에선 모모노이(桃の井)로 불림                                                                                             |
| 이쵸 카츠코            | 시녀                 | 시녀 | 카즈노미야 소속 오쿠죠츄. 원래 킨리 어상어전의 명부 (노토노츠보네). 오오쿠에선 이와세(岩瀬)로 불림. 궁중 복귀 후에는 타케명부(竹命婦)                           |
| 타나카 후지            | 유모                 | 유모 | 카즈노미야의 유모. 하시모토 사네아키라 저택에서 카즈노미야를 양육, 카츠노미아의 내친왕 선하에 따라, 쇼신(少進)이라는 이름을 받음. 미야와 함께 오오쿠에 들어옴.  |
| 무라야마 마세코        | 시녀                 | 시녀 | 텐쇼인 소속 오츄로. 필두 오토시요리 타키야마의 조카. |
| 삿사 시즈코            | 시녀                 | 시녀 | 이에요시 ~ 요시노부까지 4대동안 오츠기로써 봉공한 오쿠죠츄. 특히 텐쇼인의 신변을 돌본 것으로 알려져있다.                                                        |

## 오오쿠의 최후
1868년 4월, 에도 막부는 메이지 정부군에게 에도 성을 넘기게 되었다. 이에 따라 당시의 오토시요리인 다키야마는 시녀들의 연공에 따라 배령물을 주어 오오쿠를 떠나게 했다. 오오쿠에 남아있던 혼슈인(13대 쇼군 생모)과 덴쇼인(13대 쇼군 정실)은 히토쓰바시家의 저택에, 가즈노미야 지카코 내친왕은 니시노마루에 있던 짓세인(14대 쇼군 생모)과 함께 다야스家 저택으로 옮겨 성의 양도에 대비했다. 4월 11일(5월 3일) 800명의 정부군이 에도 성에 들어오면서 오오쿠 제도도 폐지되었다. 다만 마지막 쇼군인 도쿠가와 요시노부의 정실부인 이치조 미카코는 오오쿠에 들어온 적이 없기 때문에 이 자리에 입회하지 않았다.

## 같이 보기
- 에도 성
- 고쿄